# Emidio Angelo
Emidio Angelo (1903 - 2 tháng 9 năm 1990) là một họa sĩ truyện tranh người Mỹ. Sinh ra từ những người nhập cư Ý, ông học tại Học viện Mỹ thuật Pennsylvania. Ông là họa sĩ vẽ tranh biếm họa cho The Philadelphia Inquirer từ năm 1937 đến năm 1954, và truyện tranh của ông, Emily và Mabel, đã được in trên 150 tờ báo trong những năm 1950. Angelo đã giành được huy chương vàng từ Câu lạc bộ Phác thảo Philadelphia vào năm 1969 cho The Curio Shop. Từ những năm 1980 đến khi qua đời, ông là họa sĩ vẽ tranh biếm họa cho Main Line Times.